# Supercell (クリエイター集団)
supercell（スーパーセル）は、コンポーザーのryoを中心にイラストレーターやデザイナーなどが集ったクリエイター集団（同人音楽サークル）。所属芸能事務所は、インクストゥエンター。所属レコードレーベルは、Sony Music Records及びSOULTAG・GT musicと、ソニー・ミュージックエンタテインメント系列のレーベルに同時在籍。

## 概要
メンバーにボーカルはおらず、supercell名義で発表する楽曲については、1枚目のアルバム『supercell』までの楽曲では、すべてボーカルに音声合成ソフト「初音ミク」を用いている。また、「初音ミク -Project DIVA- 2nd」のテーマソング「こっち向いてBaby」など、同アルバムより後に発表された作品は、supercellではなくryo(supercell)名義にて、リリースされている。
1枚目のシングルから2枚目のアルバムまでの楽曲は、ryoと交流があり、ニコニコ動画上で「ガゼル」として活動していたnagiをゲスト・ボーカルに迎えて制作された。nagiのボーカルでは、シングル「君の知らない物語」「さよならメモリーズ」「うたかた花火/星が瞬くこんな夜に」と、2枚目のアルバム『Today Is A Beautiful Day』がリリースされている。
4枚目のシングルから3枚目のアルバムまでの楽曲は、2011年5月から7月にかけて行われたオーディションにより、約2000名の応募者の中から選ばれたこゑだがゲスト・ボーカルを務め、シングル「My Dearest」「告白／僕らのあしあと」「銀色飛行船」「The Bravery」「拍手喝采歌合」と、3枚目のアルバム『ZIGAEXPERIENTIA』がリリースされている。また、同じオーディションで選ばれたchellyは、ryoが総合プロデュースを務めた「EGOIST」のボーカルに起用された。
2016年には、4代目ボーカルを募集するオーディションを実施。このオーディションで女性ボーカリストのAnnと男性ボーカリストのgakuの2名を採用し、2019年9月に3枚目のアルバムから6年ぶりの活動再開となる9枚目のシングル「#Love feat. Ann, gaku」をリリースした。

## デビューに至る経緯
2007年10月30日から動画共有サイトのニコニコ動画にて音声合成ソフト「初音ミク」をボーカル音源として用いた楽曲を発表していたryoが、同年12月7日に自身2作目となるオリジナル曲「メルト」を投稿する。この動画は、約1年間に300万回以上再生される大ヒットとなり、 メルトショックと呼ばれる現象を巻き起こした。
ryoは壁紙サイトにてフリーで配布されていると思われた119（ひけし）が描いたイラストを「メルト」の動画内で使用していた。それを視聴者からコメントで「許可取ってるの?」と指摘されたryoは、119に謝罪のメールを送ったが、そこで「メルト」を気に入った119と意気投合し、共に活動を始める。これが、supercell結成の発端となり、119と親交のあるイラストレーター等が続々とsupercellに加入、メジャー・デビュー時点で総勢11人のグループとなっている。
ryoがボーカルに「初音ミク」を使用したのは、「当初知り合いに歌い手がいなかったから」「『初音ミク』に詳しい友達に薦められたから」ということで、ryoは「初音ミクを使うことありきではない」と語っている。ニコニコ動画に楽曲を投稿したのは、ニコニコ動画が好きだったからで、また、レスポンスが期待出来ることや、初音ミクが一番流行っていたのがニコニコ動画だったことも理由としてあげている。
その後も、2008年2月22日に「恋は戦争」、5月31日に「ワールドイズマイン」、6月13日に「ブラック★ロックシューター」がニコニコ動画に投稿され、いずれも100万回の再生数を記録する。同年の「コミックマーケット74」では、これらの曲を収録した自主製作盤『supercell』をリリースし、完売した。
それを受け、ソニー・ミュージックエンタテインメントから一般流通のメジャー・デビュー・アルバムとして『supercell』をリリースすることになったが、アルバムの発売が決定するまでには紆余曲折があった。まず、一般流通の世界に「初音ミク」という名前は辛うじて知っていても、「VOCALOIDや『ニコニコ動画』の文化が好きだ」というような人物がおらず、ryoは「実際そうなんだろうなとは思ってはいたものの、そういうの目の当たりにするとなんだか違うな、とおこがましくも思った」という。そんな中、「知らないながらも理解しよう、尊重しよう」というスタッフに出会い、その人達がそのままメジャー・デビュー・アルバムの発売に関する担当者となった。ryoによる「JASRAC信託はしない」「全ての音源をリミックスする」といった一つ一つの要望が通ったのも、「担当者の尽力によるもの」とryoは語っている。

## 略歴

### 2000年代
2007年
- 12月7日 イラストレーターの119とコラボレーションした楽曲『メルト』を動画共有サイトのニコニコ動画に投稿[動画 2]。
- 12月13日 「歌ってみた」動画の影響もあり、『メルト』がニコニコ動画で、大ヒット[9]。メルトショックを巻き起こす[10]。
- 12月30日 コミックマーケット(C73)で、自主シングル『メルト』販売[17]。

2008年
- 2月22日 漫画家の三輪士郎とコラボレーションした楽曲『恋は戦争』をニコニコ動画に投稿[動画 3]。
- 5月31日 イラストレーターのredjuiceとコラボレーションした楽曲『ワールドイズマイン 』をニコニコ動画に投稿[動画 4]。
- 6月13日 イラストレーターのhukeとコラボレーションした楽曲『ブラック★ロックシューター』をニコニコ動画に投稿[動画 5]。
- 8月16日 コミックマーケット(C74)で、自主製作盤の『supercell』販売[18]。
- 12月12日 漫画家の三輪士郎とコラボレーションした楽曲『初めての恋が終わる時』をニコニコ動画に投稿[動画 6]。
- 12月29日 コミックマーケット(C75)で、自主シングルの『初めての恋が終わる時』販売[19]。

2009年
- 3月4日 GT musicより、1stアルバム『supercell』発売、メジャー・デビュー[20]。
- 8月12日 Sony Recordsより、1stシングル「君の知らない物語」発売[21]。

### 2010年代
2010年
- 2月10日 Sony Recordsより、2ndシングル「さよならメモリーズ」発売[22]。
- 2月25日 第24回日本ゴールドディスク大賞 - 「ザ・ベスト5ニュー・アーティスト」受賞[23]。
- 8月25日 Sony Recordsより、3rdシングル「うたかた花火／星が瞬くこんな夜に」発売[24]。

2011年
- 3月16日 Sony Recordsより、2ndアルバム『Today Is A Beautiful Day』発売[25]。
- 11月23日 Sony Recordsより、4thシングル「My Dearest」発売[26]。

2012年
- 3月7日 Sony Recordsより、5thシングルとして両A面シングルのA盤（GC仕様）『告白／僕らのあしあと』、B盤（BRS仕様）『僕らのあしあと / 告白』発売[27][28]。
- 12月19日 Sony Recordsより、6thシングル「銀色飛行船」発売[29]。

2013年
- 3月13日 Sony Recordsより、7thシングル「The Bravery」発売[30]。
- 6月12日 Sony Recordsより、8thシングル「拍手喝采歌合」発売[31]。
- 11月27日 Sony Recordsより、3rdアルバム『ZIGAEXPERIENTIA』発売[32]。

2019年
- 3月1日 平成アニソン大賞 作品賞（2000年 - 2009年） - 「君の知らない物語」選出[33]。
- 9月11日 Sony Recordsより、9thシングル「#Love feat. Ann, gaku」発売[34]。

### 2020年代
2024年
- 6月30日 ryo(supercell)デビュー15周年を記念した、井村誠貴指揮率いる東京フィルハーモニー交響楽団による初のフルオーケストラコンサート『supercell オーケストラコンサート』がパシフィコ横浜国立大ホールにて開催した。

## メンバー
メンバーは楽曲制作のryoを中心に、多数のイラストレーターや、デザイナー等で構成される。前述の通りボーカルはゲスト扱いでメンバーには含まれない。
- ryo（リョウ、????年10月21日 - ）- 作詞・作曲・製作

全楽曲の作詞・作曲・製作を担当する他、音楽プロデューサー、ミキシング・エンジニア、マスタリング・エンジニア、ディレクションなどを一人で担当し音楽を作り上げる。また、プロデューサーとして2011年フジテレビ・ノイタミナ発のアニメ作品から飛び出したバーチャルアーティスト、「EGOIST」の総合プロデュースを担当した。
小学校の頃からピアノを始め、高校1年生の時から作曲を学ぶ。2007年秋、パソコンソフト売り場でVOCALOID「初音ミク」を入手すると、当時ニコニコ動画で人気だった初音ミクを使った動画の閲覧をきっかけとして、「最初はカバー曲を歌わせていたが、そのうちカバー曲を歌わせるだけでなく、真剣に作曲をしたくなった」ことで自作曲の投稿を始める。
- 三輪士郎（みわ しろう、1978年11月9日 - ） - イラスト

現在『狗-DOGS-』の続編『DOGS/BULLETS&CARNAGE』を『ウルトラジャンプ』誌上で連載中の漫画家・イラストレーター。
- huke（フケ、本名：福家 亮平〈ふけ りょうへい〉、1981年4月20日 - ） - イラスト

『メタルギアシリーズ』のグラフィックワークや『STEINS;GATE』のキャラクターデザイン等、ゲーム業界を中心に活動するイラストレーター。
- redjuice（レッドジュース、1976年5月16日 - ） - イラスト・デザイン

supercellの他、EGOISTなどのパッケージイラストレーション・デザインワーク等も担当し、DeviantARTで海外に向けた作品の発表も積極的に行っている。本名をローマ字にしたYAMASAKI Tomoyuki名義や、しる名義でも活動している。
- スガ（1978年11月9日 - ） - イラスト

三輪士郎の別名義。三輪のアシスタントという設定で、ピアプロや、ボーマス等のイベントなどでも活動。
- マクー（????年6月27日 - ） - イラスト・動画

supercellでは、『恋は戦争』、『初めての恋が終わる時』の動画を制作している他、ゆうゆPの『深海少女』なども担当している。
- 宇佐義大（うさ よしき、????年5月29日 - ） - デザイン

装丁、パッケージデザイン等、紙媒体を専門とするアニメーションプロデューサー、デザイナー、漫画・ライトノベル原作者、経営者。supercellでは、CDパッケージの多くをデザインしている。

### サポートメンバー
- 丙8郎
- guitar
- crow
- golv

### 旧メンバー
- 119（ひけし） - イラスト

『メルト』の動画にイラストを使用されたことが縁となり加入。後に、119は一時期自身の活動を停止し、同時にsupercellを脱退した。

### ゲスト参加者

#### ボーカル
- nagi（ナギ、1987年5月31日 - ）

参加時期：2009年 - 2011年
- こゑだ（koeda、1996年4月28日 - ）

参加時期：2011年 - 2013年
- Ann（アン、????年10月15日 - ）
- gaku（ガク、1997年7月18日 - ）

参加時期：2019年 -

#### イラスト
Today Is A Beautiful Day参加
- 宇木敦哉（うき あつや）
- コザキユースケ（1978年5月12日）
- 優（ゆう、????年10月18日）
- こやまひろかず（1970年3月4日）
- 粉冬ユキヒロ（こふゆ ユキヒロ、????年6月26日）
- なぎみそ（????年1月1日）

## 音楽性
音楽性についてryoは、匿名性や記号性の高い音楽をしていると述べており、原則として顔出しもしておらず、自分ではない何者かになって音楽を作るのが好きだと語っている。
また、ピアノを基調とした疾走感溢れるエモーショナルなバンドサウンドがryo筋の王道サウンド・プロダクションである。
アマチュア時代の2008年8月のインタビューでは、作詞するうえで、「練らない」「初めに浮かんだ案をそのまま使う」ことを心掛けているといい、そもそも人が歌うことを想定した歌詞を書いておらず、これは、「人が歌うとなると、『恥ずかしい』『もう少し言い回しを考えよう』といった余計な装飾が入ってしまう」からであり、「機械に歌わせるからこそ、ともすれば恥ずかしい歌詞を躊躇なしに書ける」と語っている。

### 影響を受けたアーティスト
ryoが影響を受けたと公言している音楽について
BOOM BOOM SATELLITESの熱烈なファンであり、影響を受けていることを公言している。また、月刊ニュータイプに掲載されたryoを作った10枚では、次のようなものを挙げている。
| アルバム名                                     | アーティスト名                 |
| ---------------------------------------------- | ------------------------------ |
| UMBRA                                          | BOOM BOOM SATELLITES           |
| ショウビズ                                     | ミューズ                       |
| リレーションシップ・オブ・コマンド             | アット・ザ・ドライヴイン       |
| ネヴァーマインド                               | ニルヴァーナ                   |
| アンダー・グレイト・ホワイト・ノーザン・ライツ | ザ・ホワイト・ストライプス     |
| ジャスティファイド                             | ジャスティン・ティンバーレイク |
| ならず者                                       | イーグルス                     |
| メロンコリーそして終りのない悲しみ             | スマッシング・パンプキンズ     |
| ポーティスヘッド                               | ポーティスヘッド               |
| メザニーン                                     | マッシヴ・アタック             |

## ディスコグラフィ

### シングル
| 枚  | 発売日         | タイトル                         | ボーカル | 最高位 | 規格品番   | 規格品番                                               |
| 枚  | 発売日         | タイトル                         | ボーカル | 最高位 | 通常盤     | 限定盤                                                 |
| --- | -------------- | -------------------------------- | -------- | ------ | ---------- | ------------------------------------------------------ |
| 1st | 2009年8月12日  | 君の知らない物語                 | nagi     | 5位    | SRCL-7081  | SRCL-7079/80                                           |
| 2nd | 2010年2月10日  | さよならメモリーズ               | nagi     | 7位    | SRCL-7203  | SRCL-7201/2                                            |
| 3rd | 2010年8月25日  | うたかた花火／星が瞬くこんな夜に | nagi     | 9位    | SRCL-7333  | SRCL-7331/2                                            |
| 4th | 2011年11月23日 | My Dearest                       | こゑだ   | 10位   | SRCL-7795  | SRCL-7793/4                                            |
| 5th | 2012年3月7日   | 告白／僕らのあしあと             | こゑだ   | 8位    | SRCL-7885  | SRCL-7881/2                                            |
| 5th | 2012年3月7日   | 僕らのあしあと／告白             | こゑだ   | 8位    | SRCL-7886  | SRCL-7883/4                                            |
| 6th | 2012年12月19日 | 銀色飛行船                       | こゑだ   | 11位   | SRCL-8194  | SRCL-8190/1 (A) SRCL-8192/3 (B)                        |
| 7th | 2013年3月13日  | The Bravery                      | こゑだ   | 11位   | SRCL-8245  | SRCL-8241/2 (A) SRCL-8243/4 (B)                        |
| 8th | 2013年6月12日  | 拍手喝采歌合                     | こゑだ   | 9位    | SRCL-8284  | SRCL-8280/1 (A) SRCL-8282/3 (B)                        |
| 9th | 2019年9月11日  | #Love                            | Ann gaku | 44位   | SRCL-11279 | SRCL-11270/2（完全） SRCL-11273/5 (A) SRCL-11276/8 (B) |

### アルバム
| 枚  | 発売日         | タイトル                 | ボーカル | 最高位 | 規格品番    | 規格品番                        |
| 枚  | 発売日         | タイトル                 | ボーカル | 最高位 | 通常盤      | 限定盤                          |
| --- | -------------- | ------------------------ | -------- | ------ | ----------- | ------------------------------- |
| 1st | 2009年3月4日   | supercell                | 初音ミク | 4位    | MHCL-1496/7 | MHCL-1493/5                     |
| 2nd | 2011年3月16日  | Today Is A Beautiful Day | nagi     | 3位    | SRCL-7488   | SRCL-7486/7                     |
| 3rd | 2013年11月27日 | ZIGAEXPERIENTIA          | こゑだ   | 7位    | SRCL-8416   | SRCL-8410/2 (A) SRCL-8413/5 (B) |

### 自主制作

#### シングル
| 発売日         | タイトル             | ボーカル |
| -------------- | -------------------- | -------- |
| 2007年12月30日 | メルト               | 初音ミク |
| 2008年12月29日 | 初めての恋が終わる時 | 初音ミク |

#### アルバム
| 発売日        | タイトル  | ボーカル |
| ------------- | --------- | -------- |
| 2008年8月16日 | supercell | 初音ミク |

### ryo(supercell)名義

#### シングル
| 発売日        | タイトル           | ボーカル       | 最高位 | 規格品番    | 規格品番                        |
| 発売日        | タイトル           | ボーカル       | 最高位 | 通常盤      | 限定盤                          |
| ------------- | ------------------ | -------------- | ------ | ----------- | ------------------------------- |
| 2010年7月14日 | こっち向いて Baby  | 初音ミク       | 9位    | MHCL-1780/1 | MHCL-1777/9                     |
| 2011年8月31日 | 積乱雲グラフィティ | 初音ミク       | 19位   | MHCL-1957   |                                 |
| 2012年8月29日 | ODDS&ENDS          | 初音ミク       | 14位   | MHCL-2133   | MHCL-2127/9 (A) MHCL-2130/2 (B) |
| 2015年5月20日 | Great Distance     | chelly         | 18位   | SRCL-8814   | SRCL-8810/1 (A) SRCL-8812/3 (B) |
| 2022年4月27日 | タクト             | まふまふ、gaku | 50位   | SNCL-58     | SNCL-56/7                       |

#### 配信限定シングル
| 発売日         | タイトル                        | ボーカル               | 販売形態               |
| -------------- | ------------------------------- | ---------------------- | ---------------------- |
| 2016年6月8日   | 罪の名前                        | 初音ミク               | デジタル・ダウンロード |
| 2017年12月24日 | メルト 10th ANNIVERSARY MIX     | やなぎなぎ             | デジタル・ダウンロード |
| 2021年10月5日  | タクト                          | まふまふ、gaku         | デジタル・ダウンロード |
| 2023年8月23日  | 笑ウ二重人格                    | yoei.                  | デジタル・ダウンロード |
| 2024年3月29日  | 運命と Struggle / I promise you | Hiro（MY FIRST STORY） | デジタル・ダウンロード |

#### 楽曲提供アーティスト
- 中川翔子
  - 「午前六時」収録（作詞・作曲・編曲）（『涙の種、笑顔の花』、Sony Records、2009年4月29日発売）
- らっぷびと
  - 「アシタへ」（作曲・編曲）（『RAP BLEND』、（ドワンゴ・ミュージックエンタテインメント、2011年6月1日発売）
- clear
  - 「アシタへ」（作曲・編曲）（『Dearest II』、ドワンゴ・ミュージックエンタテインメント、2011年7月20日発売）
- KOTOKO
  - 「Light My Fire」（作詞・作曲・編曲）（『Light My Fire』、ワーナー・ホーム・ビデオ、2011年11月16日発売）
    - TVアニメ『灼眼のシャナIII-FINAL-』前期オープニングテーマ。
- ClariS
  - 「ナイショの話」（作詞・作曲・共同編曲）（『ナイショの話』、SME Records、2012年2月1日発売）
    - TVアニメ『偽物語』エンディングテーマ。
- 桐嶋ノドカ
  - 「言葉にしたくてできない言葉を」（作詞・作曲・共同編曲）（『言葉にしたくてできない言葉を』、キングレコード、2017年11月22日発売）
    - 映画『爪先の宇宙』主題歌。
- シユイ
  - 「君よ 気高くあれ」（作詞・作曲・編曲）（『君よ 気高くあれ』、SMAR、2022年11月9日発売）
    - TVアニメ『機動戦士ガンダム 水星の魔女』エンディングテーマ。

### 関連作品
- 『おと×まほ』（GA文庫、2008年7月15日発売）
  - 『おと×まほ』イメージソングとして、5巻のアニメイト特典CDに、初音ミクを用いた楽曲「キボウノネイロ」を提供。
- 『しゅぷれ〜むキャンディ 〜王道には王道たる理由があるんです!〜』（枕、2008年9月28日発売）
  - 予約特典『サクラノ詩 第一章 〜春ノ雪〜』
    - ゲーム中の一部BGMを担当している。
- 『ブラック★ロックシューター』
  - VOCALOID楽曲を元にしたアニメーション作品。OVAがリリースされた後、テレビアニメが放送された。OVAでは、劇伴と挿入歌「One day」（歌：nagi）エンディングテーマ「Braveheart」（歌：THE GOMBAND）を提供。
- 『ニコニコ動画せれくちょん 〜才能の無駄遣い〜』（ドワンゴ・エージー・エンタテインメント、2009年7月1日発売）
  - ニコニコ動画の人気楽曲を収録したコンピレーション・アルバム。「ブラック★ロックシューター」を提供。
- 『初音ミク ベスト〜memories〜』（ソニー・ミュージックダイレクト、2009年8月26日発売）
  - 初音ミク発売2周年を記念したベスト・アルバム。「メルト」、「ワールドイズマイン」を提供。
- 『初音ミク ベスト〜impacts〜』（ドワンゴ・エージー・エンタテインメント、2009年8月26日発売）
  - 初音ミク発売2周年を記念したベスト・アルバム。「ブラック★ロックシューター」、「恋は戦争」を提供。
- 『初音ミクDVD〜memories〜』（ソニー・ミュージックダイレクト、2010年2月10日発売）
  - 初音ミク関連作品のPV集。「ワールドイズマイン」「ブラック★ロックシューター」を提供。
- 『初音ミクDVD〜impacts〜』（ドワンゴ・ミュージックエンタテインメント、2010年2月10日発売）
  - 初音ミク関連作品のPV集。「恋は戦争」を提供。
- 『素晴らしき日々 〜不連続存在〜』（ケロQ、2010年3月26日発売）
  - 『終ノ空 remake』（2020年12月25日発売）
    - ゲーム中の一部BGMを担当している。
- 『初音ミク -Project DIVA- 2nd NONSTOP MIX COLLECTION』（ソニー・ミュージックダイレクト、2010年7月28日発売）
  - PlayStation Portable用ゲームソフト『初音ミク -Project DIVA- 2nd』の公式コンピレーションアルバム。ゲームに提供した「こっち向いて Baby」「メルト」「初めての恋が終わる時」を収録。
- 『VOCALOID BEST from ニコニコ動画 (あか)』（ソニー･ミュージックダイレクト、2011年6月22日発売）
  - ニコニコ動画でVOCALOIDを用いて発表された曲を集めたベスト・アルバム。「ワールドイズマイン」、「こっち向いて Baby」、「メルト」を提供。
- 『VOCALOID BEST from ニコニコ動画 (あお)』（ドワンゴ・ミュージックエンタテインメント、2011年6月22日発売）
  - ニコニコ動画でVOCALOIDを用いて発表された曲を集めたベスト・アルバム。「ブラック★ロックシューター」を提供。
- 『初音ミク-Project DIVA- extend Complete Collection』（ソニー・ミュージックダイレクト、2011年11月9日発売）
  - ゲームソフト『初音ミク -Project DIVA- extend』の公式コンピレーション・アルバム。ゲームに提供した「こっち向いて Baby」、「積乱雲グラフィティ」を収録。
- 『魔法使いの夜 オリジナルサウンドトラック』（アニプレックス、2012年5月9日発売）
  - 深澤秀行の劇伴に加え、supercellによるエンディングテーマ「星が瞬くこんな夜に」のゲームVer.とオルゴールVer.を収録。
- 『マギ キャラクターソング01』（アニプレックス、2012年12月26日発売）
  - アリババ（CV：梶裕貴）の『One step further』を収録。
- 『TamStar Records presents ALL VOCALOID ATTACK#1』（TamStar Records、2012年12月29日発売）
  - コンピレーション・アルバム。ryo(supercell)名義で、音声合成ソフト・VOICEROID『結月ゆかり』を使用した「E.D.E.N.」を収録。
- 『ブレイブリーセカンド』（スクウェア・エニックス、2015年4月23日発売）
  - ゲーム中の新BGMを全曲担当している。
- 『サクラノ詩 -櫻の森の上を舞う-』（枕、2015年10月23日発売）
  - ゲーム中の一部BGMを担当している。
- 『初音ミク-Project DIVA- X Complete Collection』（Sony Records、2016年6月8日発売）
  - ゲームソフト『初音ミク-Project DIVA- X』の公式コンピレーション・アルバム。ゲームに提供した「罪の名前」を収録。
- 『センコロール オリジナルサウンドトラック』（アニプレックス、2019年6月26日発売）
  - 宇木敦哉による劇場アニメ『センコロール』と『センコロール2』の劇伴を26曲、supercellによる主題歌「LOVE&ROLL」と「theme of “CENCOROLL”」を収録。

## タイアップ一覧
| 起用年             | 楽曲                      | タイアップ                                                       | ボーカル               |
| ------------------ | ------------------------- | ---------------------------------------------------------------- | ---------------------- |
| 2009年             | 君の知らない物語          | TVアニメ『化物語』エンディングテーマ                             | nagi                   |
| 2009年             | LOVE & ROLL               | アニメ映画『センコロール』主題歌                                 | nagi                   |
| 2010年             | うたかた花火              | TVアニメ『NARUTO -ナルト- 疾風伝』エンディングテーマ             | nagi                   |
| 2010年             | 星が瞬くこんな夜に        | PCゲーム『魔法使いの夜』エンディングテーマ                       | nagi                   |
| 2010年             | ヒーロー                  | 集英社ヤングジャンプ増刊『アオハル』テーマソング                 | nagi                   |
| 2011年             | My Dearest                | TVアニメ『ギルティクラウン』前期オープニングテーマ               | こゑだ                 |
| 2012年             | 告白                      | TVアニメ『ギルティクラウン』後期エンディングテーマ               | こゑだ                 |
| 2012年             | ブラック★ロックシューター | TVアニメ『ブラック★ロックシューター』オープニングテーマ          | 初音ミク               |
| 2012年             | 僕らのあしあと            | TVアニメ『ブラック★ロックシューター』エンディングテーマ          | こゑだ                 |
| 2012年             | 銀色飛行船                | アニメ映画『ねらわれた学園』オープニングテーマ                   | こゑだ                 |
| 2013年             | The Bravery               | TVアニメ『マギ』エンディングテーマ                               | こゑだ                 |
| 2013年             | 拍手喝采歌合              | TVアニメ『刀語』 (ノイタミナ版) オープニングテーマ               | こゑだ                 |
| 2013年             | Yeah Oh Ahhh Oh!          | 学校法人モード学園『専門学校 HAL（東京・大阪・名古屋）』CMソング | こゑだ                 |
| 2019年             | #Love                     | アニメ映画『センコロール コネクト』主題歌                        | Ann、gaku              |
| 2019年             | nanairo night             | アニメ映画『センコロール コネクト』劇中歌                        | Ann                    |
| ryo(supercell)名義 |                           |                                                                  |                        |
| 2010年             | こっち向いてBaby          | PSPゲーム『初音ミク -Project DIVA- 2nd』イメージソング           | 初音ミク               |
| 2011年             | 積乱雲グラフィティ        | PSPゲーム『初音ミク -Project DIVA- extend』イメージソング        | 初音ミク               |
| 2012年             | ODDS&ENDS                 | PS Vitaゲーム『初音ミク -Project DIVA- f』オープニングテーマ     | 初音ミク               |
| 2015年             | Great Distance            | ニンテンドー3DSゲーム『ブレイブリーセカンド』オープニングテーマ  | chelly                 |
| 2015年             | Last Song                 | ニンテンドー3DSゲーム『ブレイブリーセカンド』エンディングテーマ  | chelly                 |
| 2016年             | 罪の名前                  | PS Vitaゲーム『初音ミク -Project DIVA- X』オープニングテーマ     | 初音ミク               |
| 2021年             | タクト                    | TVアニメ『takt op.Destiny』オープニングテーマ                    | まふまふ、gaku         |
| 2023年             | 運命と Struggle           | スマホゲーム『アスタータタリクス』劇中歌                         | Hiro（MY FIRST STORY） |
| 2023年             | I promise you             | スマホゲーム『アスタータタリクス』劇中歌                         | Hiro（MY FIRST STORY） |

## その他
ニコニコ動画では、投稿された楽曲を別の人が歌唱する「歌ってみた」と呼ばれる動画も多数あり、supercellの楽曲にも多くの派生動画が存在する。これについては、「そうやっていろいろ使ってもらえることがクリエイターとしての誉れ」と、特に制約を設けていない。また、「営利目的でないならば、何でもやってくれ、使ってくれというのがsupercellの正直な気持ち」とも述べていたが、2022年4月1日、supercellの公式サイト内で、『supercell feat.初音ミク』収録全楽曲及びryo(supercell)名義の全楽曲の著作権管理方法がJASRACへの全信託に変更されたことを発表した。これにより現在では、商業作品でのこれら楽曲のカバーについても許可されている。